# Hieracium aggregatum
Hieracium aggregatum là một loài thực vật có hoa trong họ Cúc. Loài này được Backh. mô tả khoa học đầu tiên năm 1856.